# Kieran McAnulty

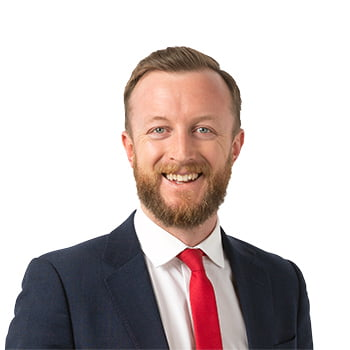
Kieran McAnulty (Juni 2020)

Kieran Michael McAnulty (* 1985 in Eketāhuna, Manawatū-Whanganui, Neuseeland) ist ein neuseeländischer Politiker der New Zealand Labour Party.

## Leben
Kieran McAnulty wurde 1985 in dem Dorf Eketāhuna in der Region Manawatū-Whanganui geboren. Seine Vorfahren lebten seit über 170 Jahren in der Landschaft des Wairarapa, wozu er sich zugehörig fühlt. Er selbst lebt in Masterton. McAnulty studierte Politik an der University of Otago und schloss dort sein Studium mit einem Master of Arts im Jahr 2011 ab. Bevor McAnulty seinen Einzug ins Parlament feiern konnte, betätigte er sich als Buchmacher der Wettbürofirma Totalisator Agency Board (TAB).

## Politische Karriere
Im September 2017 konnte McAnulty einen Parlamentssitz über die Liste seiner Partei gewinnen und zog damit am 23. September 2017 erstmals ins New Zealand Parliament ein und zur nächsten Parlamentswahl im Oktober 2020 bestätigte er seinen Sitz mit seiner Direktwahl für den Wahlbezirk Wairarapa.

### Ministerämter in der Regierung Ardern
Nach einer Kabinettsumbildung im Juni 2022 betraute ihn die Premierministerin Jacinda Ardern mit den Ministerämtern Minister for Emergency Management und Minister for Racing, Positionen, die er allerdings außerhalb des Kabinetts wahrnahm.
| Minister                                | vom           | bis             |
| --------------------------------------- | ------------- | --------------- |
| Minister for Emergency Management       | 14. Juni 2022 | 29. Januar 2023 |
| Minister for Racing                     | 14. Juni 2022 | 29. Januar 2023 |
| Associate Minister for Local Government | 14. Juni 2022 | 29. Januar 2023 |
| Associate Minister for Transport        | 14. Juni 2022 | 29. Januar 2023 |

### Ministerämter in der Regierung Hipkins
Mit dem Rücktritt von Jacinda Ardern als Premierministerin in der laufenden Legislaturperiode und der Übernahme des Amtes durch ihren Parteikollegen Chris Hipkins am 25. Januar 2023, blieben die Ministerämter von McAnulty unverändert.
| Minister                                | vom               | bis               |
| --------------------------------------- | ----------------- | ----------------- |
| Associate Minister for Local Government | 25. Januar 2023   | 1. Februar 2023   |
| Associate Minister for Transport        | 25. Januar 2023   | 1. Februar 2023   |
| Minister for Emergency Management       | 25. Januar 2023   | 27. November 2023 |
| Minister for Racing                     | 25. Januar 2023   | 27. November 2023 |
| Minister for Local Government           | 1. Februar 2023   | 27. November 2023 |
| Minister for Rural Communities          | 1. Februar 2023   | 27. November 2023 |
| Acting Minister for Transport           | 6. Juni 2023      | 21. Juni 2023     |
| Deputy Leader of the House              | 14. Juni 2023     | 27. November 2023 |
| Minister for Regional Development       | 24. Juli 2023     | 27. November 2023 |
| Deputy Shadow Leader of the House       | 27. November 2023 | 30. November 2023 |

Quellen: Department of the Prime Minister and Cabinet New Zealand Parliament
Mit der nachfolgenden regulären Parlamentswahl, die am 14. Oktober 2023 stattfand, verlor die Labour Party ihre Regierungsmehrheit an die New Zealand National Party. Da McAnulty auch seinen Wahlkreis Wairarapa mit 39,31 % gegenüber dem Gewinner, der 45,64 % erreichen konnte, verlor, konnte er nur über die Liste seiner Partei wieder ins Parlament einziehen.